# مراغة (فريمان)
مراغة (بالفارسية: مراغه) هي قرية تقع في قسم سنغ بست الريفي في إيران. يقدر عدد سكانها بـ 276 نسمة بحسب إحصاء 2016.